# 圣阿尔韦尔
圣阿尔韦尔（法語：Sainte-Alvère，法語發音：[sɛ̃t alvɛʁ]）是法国多尔多涅省的一个旧市镇，属于贝尔热拉克区。2016年，圣阿尔韦尔与市镇圣洛朗德巴通合并为新市镇圣阿尔韦尔-圣洛朗莱巴通。2017年，圣阿尔韦尔-圣洛朗莱巴通与市镇桑德里约合并为新市镇卢伊尔河-科多河谷村，圣阿尔韦尔为新市镇行政中心。

## 地理
圣阿尔韦尔（44°56'48"N, 0°48'32"E）面积32.42 平方千米，位于法国新阿基坦大区多爾多涅省，该省份为法国西南部内陆省份，是法國本土面积第三大的省，大致对应佩里戈尔地区，北起顺时针与夏朗德省、上维埃纳省、科雷兹省、洛特省、洛特-加龙省、吉倫特省和滨海夏朗德省接壤。
与圣阿尔韦尔接壤的市镇（或旧市镇、城区）包括：圣洛朗德巴通。
圣阿尔韦尔的时区为UTC+01:00、UTC+02:00（夏令时）。

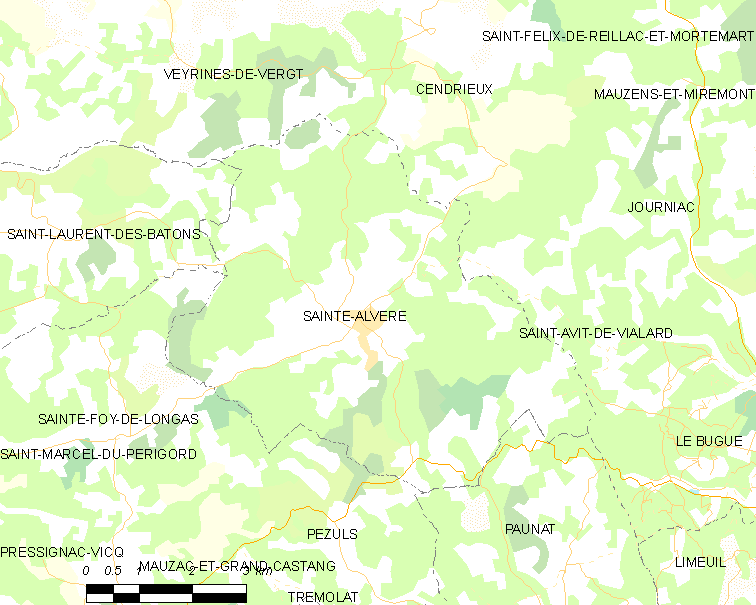
圣阿尔韦尔的OSM定位图

## 行政
圣阿尔韦尔的邮政编码为24510，INSEE市镇编码为24362。

## 政治
圣阿尔韦尔所属的省级选区为中佩里戈尔县。

## 人口

1962-2008年间圣阿尔韦尔人口变化图示

圣阿尔韦尔于2018年1月1日时的人口数量为799人。